# Aeroporto Internazionale di San Francisco

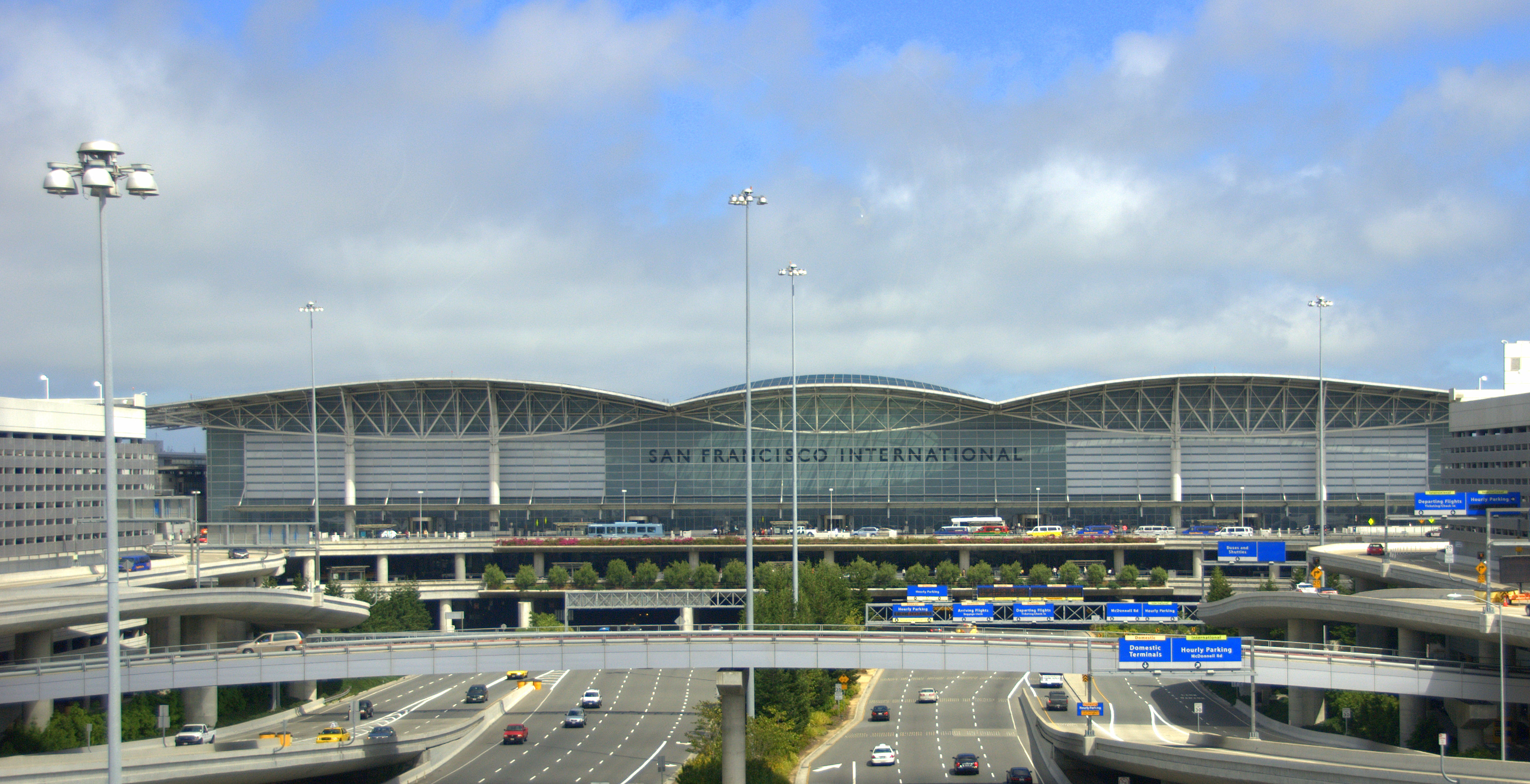
Terminal internazionale

L'Aeroporto Internazionale di San Francisco (IATA: SFO, ICAO: KSFO) è un aeroporto situato a circa 21 km dal centro di San Francisco in California, negli Stati Uniti d'America. L'aeroporto offre collegamenti aerei con gran parte del Nord America e verso i principali hub dell'Europa, dell'Asia e dell'Australia. È il più grande aeroporto della città e il secondo aeroporto della California dopo quello di Los Angeles. È inoltre l'aeroporto americano che offre maggiori collegamenti con la Cina.

## Incidenti
- 6 luglio 2013 - Il Volo Asiana Airlines 214, operato con un 777-200ER in fase di atterraggio sulla pista 28L ha subito un incidente che ha causato 2 morti nell'impatto e svariati feriti, anche gravi. In seguito all'urto della coda contro il muro perimetrale dell'aeroporto (che separa la pista dal mare), questa si è staccata, causando un ingente danno strutturale, che ha impedito il pieno controllo dell'aeromobile durante l'atterraggio. I passeggeri sono stati evacuati in tempo, prima che il fuoco distruggesse completamente il velivolo.